# むかしばなしのおへや
『むかしばなしのおへや〜伝えたい日本昔話〜』（むかしばなしのおへや つたえたいにほんむかしばなし）は2020年6月14日からBS-TBSで放送されているテレビアニメ。

## 概要
2020年6月にBS-TBSで放送が開始された。2021年10月からの放送からフジパン一社提供となる。現代を生きるこども達に今こそ伝えたい昔話をアニメ化し、夏木マリが語る。昔話の後にはその日に放送された昔話にまつわる豆知識を紹介する。BS-TBSで放送されているテレビアニメは永らく本番組のみであったが2023年10月よりアニメイズムの時差放送が始まったため解消されている。放送後には同局のYouTubeチャンネル、Amazon Prime Video、U-NEXT（旧Paravi）で1話ずつ更新される。

## 出演者

### 語り
- 夏木マリ

### 声の出演
- 森千晃 (雲の子、ねずみどん、きつねどん)
- 太田哲治 (2021年10月- たぬきどん、おはなし豆知識の解説役)

### 再話
- 小澤俊夫 (おはなし豆知識の解説として声の出演をすることもある)

## スタッフ
- 監修 - 小林三男
- 監督・脚本 - すぎはらちゅん
- メインビジュアル - Sachicafe
- 音楽 - ガイネ、高橋全
- わらべうた監修 - こんどうのぶこ
- サウンドエディター - 勝俣まさとし
- 録音・ミックス - 岩下順（オムニバス・ジャパン）
- 制作プロデューサー - 近藤庸平（ODDJOB）
- 企画・プロデューサー - 木下絢美
- 総合プロデューサー（BS-TBS） - 初瀬川啓太→出嶋一樹→髙瀬杏菜
- 制作協力 - リバティアニメーションスタジオ
- 協力 - 小澤昔ばなし研究所
- アニメーション制作 - ODDJOB
- 製作 - BS-TBS、animal spirit